# Styloniscus commensalis
Styloniscus commensalis là một loài chân đều trong họ Styloniscidae. Loài này được Chilton miêu tả khoa học năm 1910.